# Litos
Carlos Manuel de Oliveira Magalhães, mais conhecido por Litos (Maia, 25 de Fevereiro de 1974) é um ex-futebolista português que actuava preferencialmente a defesa central

## Carreira
Inicio a sua carreira profissional no Campomaiorense em 1992, passando por vários clubes do principal escalão do futebol português.
Em 2001 ingressou no Málaga, do Campeonato Espanhol de Futebol, onde permaneceu durante 5 épocas. Depois na época de 2006-2007 ingressou na Associação Académica de Coimbra, na primeira liga (bwinLiga) portuguesa. A 26 de Dezembro de 2007 foi anunciada a rescisão de contrato entre o jogador e a equipa.
Em 2008 assinou contrato com o Red Bull Salzburg da Áustria, tendo no final da mesma época anunciado o fim da sua carreira como jogador profissional de futebol.

## Selecção
Litos representou a Seleção Portuguesa de Futebol, nas Olimpíadas de 1996, que terminou em quarto lugar.